# Kieran Mulroney
Kieran Mulroney, född 24 september 1965 i Alexandria i Virginia, är en amerikansk skådespelare och manusförfattare.

## Biografi
Mulroney har fyra syskon, däribland brodern Dermot Mulroney.
Mulroney är gift med manusförfattaren och regissören Michele Mulroney, med vilken han även har skrivit och regisserat dramakomedin Paper Man från 2009. Filmen fick övervägande negativ kritik. Tillsammans med bland andra sin fru var Mulroney även med och skrev manus till filmen Sherlock Holmes: A Game of Shadows från 2011.

## Filmografi

### Skådespelare (i urval)
- 1991 – Drömkillen
- 1993 – Gettysburg
- 1995 – The Immortals
- 1996 – Vänskap på Spitfire Grill

### Manusförfattare (i urval)
- 2009 – Paper Man
- 2011 – Sherlock Holmes: A Game of Shadows

### Regissör
- 2009 – Paper Man